# 南緯1度線
南緯1度線（なんい1どせん）は、地球の赤道面より南に地理緯度にして1度の角度を成す緯線。大西洋、アフリカ、インド洋、東南アジア、オーストララシア、太平洋、南アメリカを通過する。
この緯度の下では、夏至点時の可照時間は12時間11分であり、冬至点時の可照時間は12時間4分である。
南緯1度線は、ウガンダとタンザニアの国境線の大部分を形成している。また、ごく僅かだがケニアとタンザニアの国境線も形成している。

## 通過する地域一覧
南緯1度線は、本初子午線から東に向かって以下の場所を通っている。
| 地理座標                                             | 国土・領土・領海            | 備考 |
| ---------------------------------------------------- | --------------------------- | --- |
| 南緯1度0分 東経0度0分 / 南緯1.000度 東経0.000度      | 大西洋                      | |
| 南緯1度0分 東経8度52分 / 南緯1.000度 東経8.867度     | ガボン                      | |
| 南緯1度0分 東経14度25分 / 南緯1.000度 東経14.417度   | コンゴ共和国                | |
| 南緯1度0分 東経17度20分 / 南緯1.000度 東経17.333度   | コンゴ民主共和国            | |
| 南緯1度0分 東経29度35分 / 南緯1.000度 東経29.583度   | ウガンダ                    | |
| 南緯1度0分 東経30度45分 / 南緯1.000度 東経30.750度   | ウガンダと タンザニアの国境 | ヴィクトリア湖の大部分を通過。 |
| 南緯1度0分 東経30度55分 / 南緯1.000度 東経30.917度   | ケニアと タンザニアの国境   | 完全にヴィクトリア湖中をごく僅かの区間（約11km)だけ通過。 |
| 南緯1度0分 東経34度1分 / 南緯1.000度 東経34.017度    | ケニア                      | 首都ナイロビの約30kmを通過。 |
| 南緯1度0分 東経41度7分 / 南緯1.000度 東経41.117度    | ソマリア                    | |
| 南緯1度0分 東経42度2分 / 南緯1.000度 東経42.033度    | インド洋                    | アッドゥ環礁（ モルディブ）のちょうど南を通過。 |
| 南緯1度0分 東経98度39分 / 南緯1.000度 東経98.650度   | インドネシア                | シベルト島 |
| 南緯1度0分 東経98度56分 / 南緯1.000度 東経98.933度   | ムンタワイ海峡              | |
| 南緯1度0分 東経100度21分 / 南緯1.000度 東経100.350度 | インドネシア                | スマトラ島 |
| 南緯1度0分 東経103度59分 / 南緯1.000度 東経103.983度 | カリマタ海峡                | |
| 南緯1度0分 東経109度27分 / 南緯1.000度 東経109.450度 | インドネシア                | マヤ・カリマタ島及びボルネオ島 |
| 南緯1度0分 東経117度8分 / 南緯1.000度 東経117.133度  | マカッサル海峡              | |
| 南緯1度0分 東経119度28分 / 南緯1.000度 東経119.467度 | インドネシア                | スラウェシ島 |
| 南緯1度0分 東経120度30分 / 南緯1.000度 東経120.500度 | トミニ湾                    | |
| 南緯1度0分 東経121度23分 / 南緯1.000度 東経121.383度 | インドネシア                | スラウェシ島 |
| 南緯1度0分 東経122度47分 / 南緯1.000度 東経122.783度 | バンダ海                    | |
| 南緯1度0分 東経123度12分 / 南緯1.000度 東経123.200度 | インドネシア                | スラウェシ島 |
| 南緯1度0分 東経123度22分 / 南緯1.000度 東経123.367度 | モルッカ海                  | |
| 南緯1度0分 東経128度19分 / 南緯1.000度 東経128.317度 | インドネシア                | ダマル島 |
| 南緯1度0分 東経128度24分 / 南緯1.000度 東経128.400度 | ハルマヘラ海                | |
| 南緯1度0分 東経130度38分 / 南緯1.000度 東経130.633度 | インドネシア                | サラワチ島及びニューギニア島 |
| 南緯1度0分 東経134度3分 / 南緯1.000度 東経134.050度  | チェンデラワシ湾            | |
| 南緯1度0分 東経134度48分 / 南緯1.000度 東経134.800度 | インドネシア                | ヌムフォー島 |
| 南緯1度0分 東経134度57分 / 南緯1.000度 東経134.950度 | チェンデラワシ湾            | |
| 南緯1度0分 東経135度48分 / 南緯1.000度 東経135.800度 | インドネシア                | ビアク島 |
| 南緯1度0分 東経136度8分 / 南緯1.000度 東経136.133度  | 太平洋                      | ペレルフ環礁とヘイナ環礁（共に パプアニューギニア）のちょうど北を通過。 カニエト諸島（ パプアニューギニア）のちょうど南を通過。 バナバ島（ キリバス）のちょうど南を通過。 ノノウチ環礁とタビテウエア環礁（共に キリバス）の間を通過。 |
| 南緯1度0分 西経91度26分 / 南緯1.000度 西経91.433度   | エクアドル                  | イサベラ島 |
| 南緯1度0分 西経91度4分 / 南緯1.000度 西経91.067度    | 太平洋                      | サン・クリストバル島（ エクアドル）のちょうど南を通過。 |
| 南緯1度0分 西経80度51分 / 南緯1.000度 西経80.850度   | エクアドル                  | |
| 南緯1度0分 西経75度23分 / 南緯1.000度 西経75.383度   | ペルー                      | |
| 南緯1度0分 西経74度16分 / 南緯1.000度 西経74.267度   | コロンビア                  | |
| 南緯1度0分 西経69度25分 / 南緯1.000度 西経69.417度   | ブラジル                    | アマゾナス州 ロライマ州 アマゾナス州 パラー州 アマパー州 マラニョン州 パラー州 - Grande do Gurupá、マラジョ島及び本土 |
| 南緯1度0分 西経46度11分 / 南緯1.000度 西経46.183度   | 大西洋                      | |